# Al límite de la ley
Al límite de la ley (título original: Angel Street) es un telefilme estadounidense de drama de 1992, dirigido por Rod Holcomb, escrito por Dwayne Johnson-Cochran y John Wells, musicalizado por Anthony Marinelli, en la fotografía estuvo Andrew Dintenfass y los protagonistas son Robin Givens, Pamela Gidley y Ron Dean, entre otros. Este largometraje fue realizado por Warner Bros. Television y se estrenó el 15 de septiembre de 1992.

## Sinopsis
Dos mujeres tienen diferencias, pero funcionan como compañeras de trabajo, ellas investigan asesinatos en la ciudad de Chicago.